# Johannes Klöcking
Johannes Klöcking (* 30. August 1883 in Groß Thurow; † 1. Juni 1951 in Lübeck) war ein deutscher Pädagoge, Heimatforscher und Librettist.

## Leben

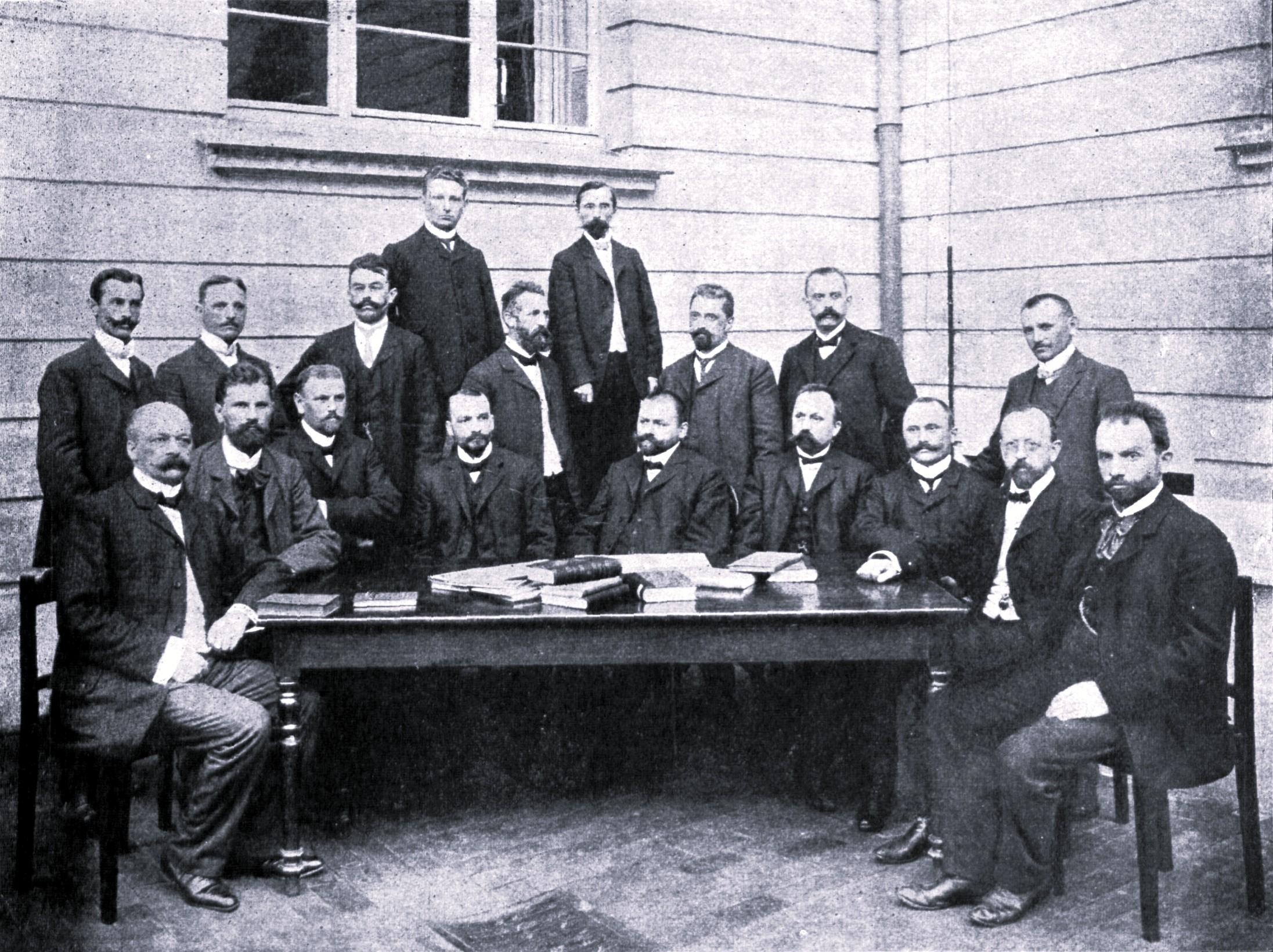
Stehend im Lehrerkollegium dritte Person von links (1907)

Klöcking war der Sohn eines Landlehrers in Mustin und kam nach dem frühen Tod seines Vaters mit seiner Mutter nach Lübeck, wo er aufwuchs und nach der Schule das Lehrerseminar besuchte. Schon vier Jahre nach seinem überragenden Abschluss dort wurde er selbst Dozent am Lübecker Lehrer-Seminar. Sein Hauptberuf blieb jedoch der eines Mittelschullehrers, ab 1931 an der damals neuen Klosterhofschule in Lübeck-St. Jürgen. Klöcking entwickelte eine reiche pädagogische Tätigkeit in der Schule und durch Vorträge in der Erwachsenenbildung.
Klöcking kam aus der Gedankenwelt von Heimatschutz und Jugendbewegung und verband Bildung und Heimatpflege in den von ihm konzipierten Lübecker Heimatheften, die zunächst Lübecker Ausflugshefte hießen und die, angefangen mit der Wakenitz, jeweils einen Bereich des unmittelbaren Lübecker Umlands beschrieben und mit der beigefügten Karte zur Erwanderung dieses Gebietes einluden. Später beschäftigte er sich auch mit der Technikgeschichte im Lübecker Hafen und der Geschichte des Lübecker Hausbaus. Ähnlich wie Asmus Jessen schuf er mit Schülern Modelle für das Holstentormuseum, die zwei Kaufmannshäuser mit allen Details zeigten sowie ein Dreimastvollschiff. In der Klosterhofschule regte er die Einrichtung der Sternenkammer an, einer Art einfachem Planetarium, die Generationen von Schülern beeindruckte und bis heute erhalten ist.
Musikalisch begabt und der Jugendmusikbewegung zugetan, gehörte Klöcking zu den Mitbegründern von Bruno Grusnicks Sing- und Spielkreis. 1929 schrieb er die Musik für ein Wintermärchen Die Schneerose, das für schulische Aufführungen gedacht war. In Sing- und Spielkreis kam es zur Begegnung mit Hugo Distler, für dessen Totentanz (uraufgeführt am 24. September 1934 in der Katharinenkirche) Klöcking die Texte des Lübecker Totentanzes bearbeitete und zusammen mit Versen von Angelus Silesius in eine neue Form brachte.
Am 29. Juni 1937 beantragte er die Aufnahme in die NSDAP und wurde rückwirkend zum 1. Mai desselben Jahres aufgenommen (Mitgliedsnummer 4.247.817). 1941 erhielt er von der Reichsstelle für Musikbearbeitungen unter Hans Joachim Moser im Reichsministerium für Volksaufklärung und Propaganda den Auftrag, den Text von Oratorien Georg Friedrich Händels zu entjuden. Aus Israel in Ägypten wurde Der Opfersieg bei Walstatt und Josua zu Die Ostlandfeier,  Judas Maccabaeus ein Freiheistoratorium.
Schon vorher hatte Klöcking in Schriften wie Lübecks deutsche Sendung (1938) und Aufsätzen zur Ostkolonisation, auch für die Gesellschaft für europäische Wirtschaftsplanung und Großraumwirtschaft, eine Haltung vertreten, die dem nationalsozialistischen Gedankengut zumindest aufgeschlossen war, auch wenn Wilhelm Stier in seinem Nachruf in apologetischer Absicht schreibt, es sei Klöcking darum gegangen, „die vom Nationalsozialismus aus Propagandagründen herausgestellten Ideen in ihrem tieferen Gehalt und ihrem inneren Wert zu ergründen und die sich daraus ergebenden Verpflichtungen herauszustellen.“ Es sei, so Stier, „kein Wunder daher, dass er bald als unbequemer Mahner beiseitegeschoben wurde.“ Die Händel-Bearbeitungen seien entstanden, um die „herrlichen Oratorien Händels“ „vor dem Vergessenwerden zu retten.“
1946 wurde Klöcking von der schulischen Arbeit freigestellt und begann, die topographische Abteilung im St.-Annen-Museum als eine Art Heimatarchiv aufzubauen, für die er die gesammelten Karten, Pläne, Zeichnungen und Fotos ordnete und katalogisierte. Für die Schau im Holstentor entwickelte er vier große Karten zur Geschichte der Hanse. Seine heimatgeschichtlichen Forschungen fasste er 1950 in dem Buch 800 Jahre Lübeck zusammen. Seine Studien zur Vorstadt Lübeck-St. Lorenz erschienen posthum 1953.

## Ehrungen
Von der Gesellschaft zur Beförderung gemeinnütziger Tätigkeit wurde ihm 1950 die Milde-Medaille verliehen.
1986 benannte die Hansestadt Lübeck in einem Gebiet mit Straßen, die auch andere Volkskundler wie Ernst Deecke und Richard Wossidlo ehren, eine Straße Johannes-Klöcking-Weg. Es entbehrt nicht einer gewissen historischen Ironie, dass sich der Weg in der Siedlung Israelsdorf befindet, die 1933–1945 zwangsweise in Walddorf umbenannt war.

## Schriften
- Die Wakenitz. Lübeck: Ch. Colemann 1926 (Lübecker Heimathefte; H. 1/2)
- Strecknitz-Grönau. Lübeck: Ch. Coleman 1927 (Lübecker Heimathefte; 3)
- Vorrade-Blankensee. Lübeck Ch. Coleman 1927 (Lübecker Heimathefte; 4)
- Die Krummesser Landstraße. Lübeck: Ch. Coleman 1927 (Lübecker Heimathefte; H. 5/6)
- Die Schneerose: Ein Weihnachtsmärchen in 3 Aufzügen. Heinz Mohr. Musik von Johannes Klöcking (= Die Schatzgräber-Bühne; Nr. 54). G. D. W. Callwey, München [1929].
- Um Schwartau (= Lübecker Heimatheft; 16). Coleman, Lübeck [1931].
- Totentanz: Textbuch zur Motette Nr. 2 aus der "Geistlichen Chormusik" zum Totensonntag von Hugo Distler. Neugestaltung des Dialogs von Johannes Klöcking nach dem Lübecker Totentanz. Chorsprüche aus dem "Cherubinischen Wandersmann" des Angelus Silesius 1675. Bärenreiter, Kassel 1936.
- Lübecks deutsche Sendung: Ein Abriß seines gegenwärtigen Lebens und seiner zukünftigen Aufgaben. Hrsg. vom Oberbürgermeister der Hansestadt Lübeck. Nöhring, Lübeck 1938 (Lübeck-Buch; 2)
- (mit Waldemar Lüders) Neuland: Ein Völkerdrama der großen Ostsiedelzeit. (Niederdeutsche Bücherei; Bd. 153). Hamburg: Hermes [1940].
- Erdkundebuch für Mittelschulen. Teil 5: Deutschland: Für die 5. Klasse. Bearb. v. Johannes Klöcking [u. a.]. Diesterweg, Frankfurt a. M. 1943.
- 800 Jahre Lübeck: Kurze Stadt- und Kulturgeschichte. Wullenwever, Lübeck 1950.
- St. Lorenz, die Holstentorvorstadt Lübecks und der westliche Landwehrbezirk. Schmidt-Römhild, Lübeck 1953.